# Diócesis de Osasco
La diócesis de Osasco (en latín: Dioecesis Osascana y en portugués: Diocese de Osasco) es una circunscripción eclesiástica latina de la Iglesia católica en Brasil, sufragánea de la arquidiócesis de San Pablo. La diócesis tiene al obispo João Bosco Barbosa de Sousa, O.F.M. como su ordinario desde el 16 de abril de 2014. 

## Territorio y organización

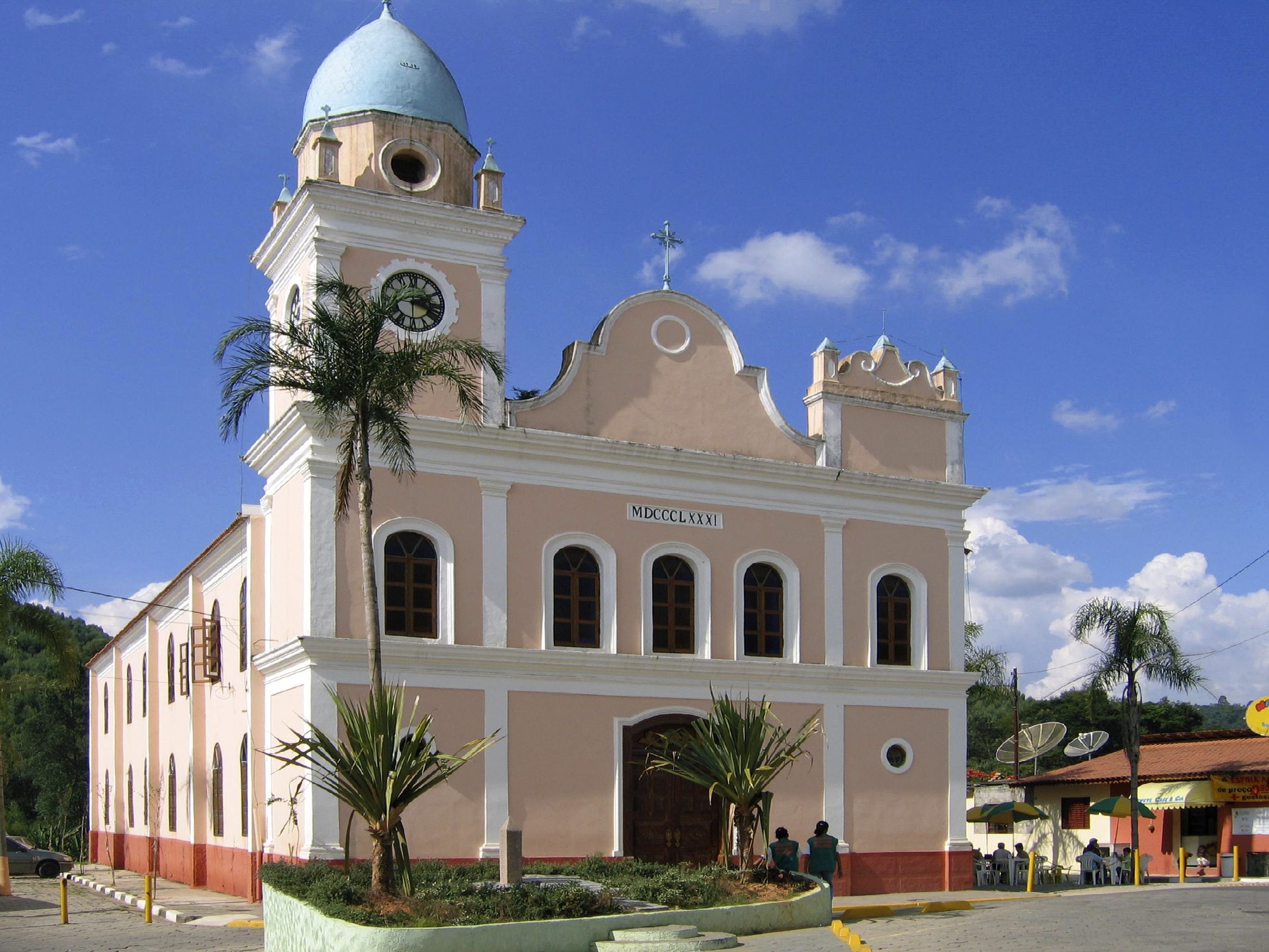
Iglesia matriz de Araçariguama

La diócesis tiene 2495 km² y extiende su jurisdicción sobre los fieles católicos de rito latino residentes en 12 municipios del estado de São Paulo: Osasco, Alumínio, Araçariguama, Barueri, Carapicuíba, Cotia, Ibiúna, Itapevi, Jandira, Mairinque, São Roque y Vargem Grande Paulista.
La sede de la diócesis se encuentra en la ciudad de Osasco, en donde se halla la Catedral de San Antonio.
En 2019 en la diócesis existían 88 parroquias agrupadas en 9 regiones pastorales: Itapevi, São José Operário, Ibiúna, Santo Antônio, Bonfim, Carapicuiba, Barueri, Cotia y São Roque.

## Historia
La diócesis fue erigida el 15 de marzo de 1989 con la bula Coram ipsimet Nos del papa Juan Pablo II, obteniendo el territorio de la arquidiócesis de San Pablo. La nueva diócesis incluía una de las regiones episcopales en que se dividía la arquidiócesis de San Pablo, a la que se anexó la parroquia de San Antonio, que pertenecía a la región episcopal paulista de Lapa. Francisco Manuel Vieira, exobispo auxiliar de San Pablo y responsable de la región episcopal de Osasco, fue nombrado primer obispo.

## Estadísticas
De acuerdo al Anuario Pontificio 2020 la diócesis tenía a fines de 2019 un total de 2 100 520 fieles bautizados.
| Año                                                                             | Población            | Población | Población      | Sacerdotes | Sacerdotes    | Sacerdotes    | Bautizados por sacerdote | Diáconos permanentes | Religiosos | Religiosos | Parroquias |
| Año                                                                             | Bautizados católicos | Total     | % de católicos | Total      | Clero secular | Clero regular | Bautizados por sacerdote | Diáconos permanentes | Varones    | Mujeres    | Parroquias |
| ------------------------------------------------------------------------------- | -------------------- | --------- | -------------- | ---------- | ------------- | ------------- | ------------------------ | -------------------- | ---------- | ---------- | ---------- |
| 1990                                                                            | 1 300 000            | 1 650 000 | 78.8           | 91         | 45            | 46            | 14 285                   | 1                    | 70         | 294        | 43         |
| 1999                                                                            | 1 708 000            | 2 093 000 | 81.6           | 83         | 46            | 37            | 20 578                   | 1                    | 98         | 230        | 49         |
| 2000                                                                            | 1 874 346            | 2 150 000 | 87.2           | 94         | 53            | 41            | 19 939                   |                      | 118        | 233        | 49         |
| 2001                                                                            | 1 895 978            | 2 143 000 | 88.5           | 95         | 54            | 41            | 19 957                   |                      | 124        | 239        | 50         |
| 2002                                                                            | 2 057 136            | 2 325 155 | 88.5           | 93         | 51            | 42            | 22 119                   |                      | 107        | 225        | 52         |
| 2003                                                                            | 1 575 876            | 2 077 782 | 75.8           | 89         | 51            | 38            | 17 706                   |                      | 98         | 238        | 52         |
| 2004                                                                            | 1 786 420            | 2 160 175 | 82.7           | 94         | 63            | 31            | 19 004                   |                      | 92         | 214        | 54         |
| 2013                                                                            | 2 067 000            | 2 510 000 | 82.4           | 127        | 86            | 41            | 16 275                   |                      | 77         | 166        | 78         |
| 2016                                                                            | 2 119 000            | 2 573 000 | 82.4           | 161        | 101           | 60            | 13 161                   | 2                    | 79         | 165        | 87         |
| 2019                                                                            | 2 100 520            | 2 551 550 | 82.3           | 157        | 103           | 54            | 13 379                   | 1                    | 68         | 156        | 88         |
| Fuente: Catholic-Hierarchy, que a su vez toma los datos del Anuario Pontificio. |                      |           |                |            |               |               |                          |                      |            |            |            |

## Episcopologio
- Francisco Manuel Vieira † (15 de marzo de 1989-24 de abril de 2002 retirado)
- Ercílio Turco † (24 de abril de 2002-16 de abril de 2014 retirado)
- João Bosco Barbosa de Sousa, O.F.M., desde el 16 de abril de 2014